# Cettiidae
Cettiidae é uma família de aves da ordem Passeriformes.

## Gêneros
- Hemitesia (1 espécie)
- Tesia (5 espécies)
- Urosphena (3 espécies)
- Cettia (17 espécies)
- Tickellia (1 espécie)
- Horornis
- Abroscopus (3 espécies)
- Phyllergates (2 espécies)

- Commons
- Wikispecies